# 阿倫·基爾伯特

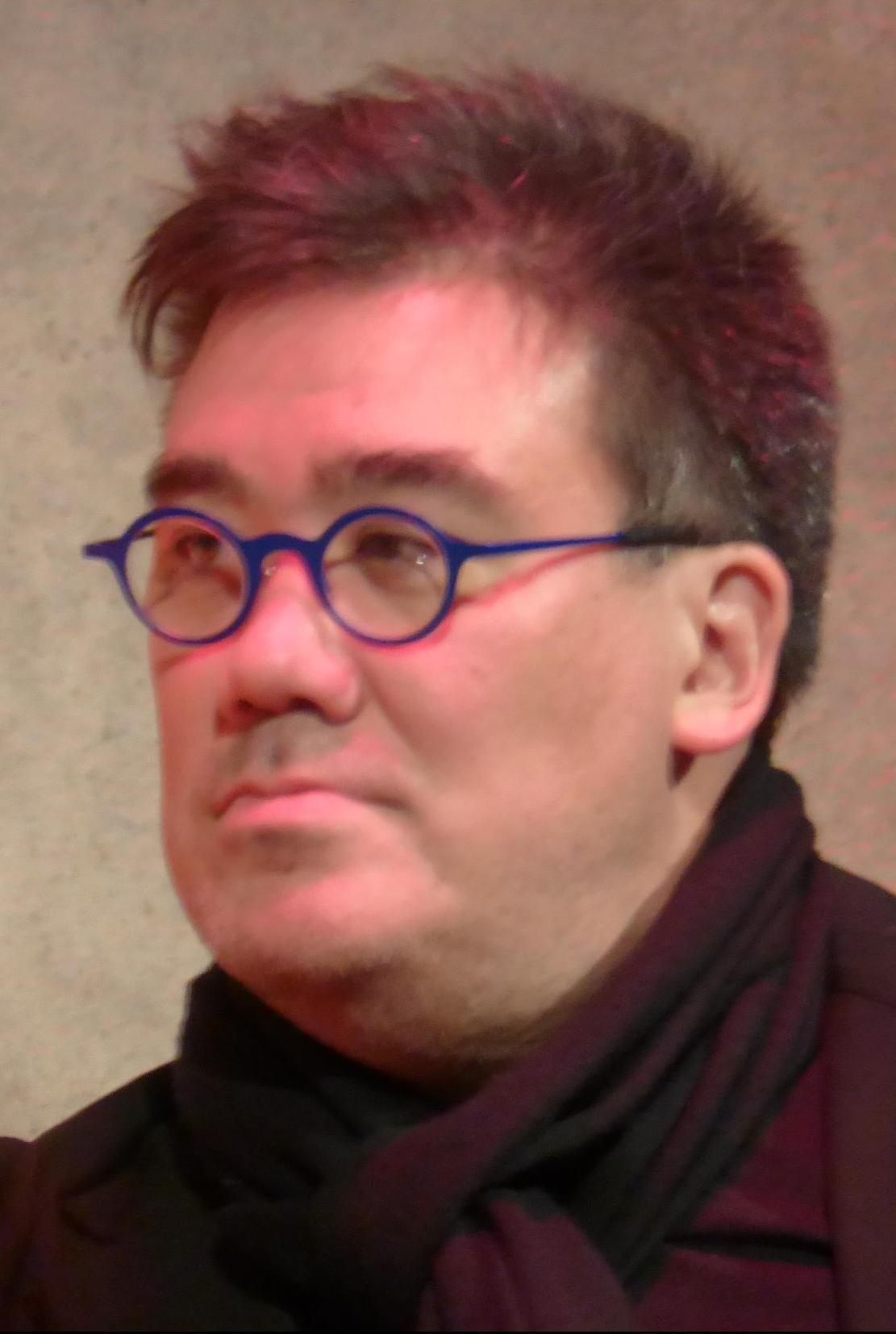

阿伦·吉尔伯特（Alan Gilbert，1967年2月23日—），美国指挥家，小提琴家。1967年生於紐約市。將於2017-2018樂季起接任北德廣播易北愛樂樂團首席指揮。，曾任紐約愛樂乐团音乐总监以及担任指挥。
阿伦·吉尔伯特出生于纽约市的一个纽约爱乐乐团世家。他的双亲迈克尔·吉尔伯特和建部洋子都曾经是纽约爱乐的小提琴家。迈克尔·吉尔伯特已经退休，但是他的母亲仍然继续在交响乐团演出。阿伦成长于曼哈顿的上西区。他的父母是他人生的第一位音乐教师。在年少时他曾经学习小提琴和中提琴，并且跟随Mary Lou Vetrano学习了十三年的钢琴。
在1980年代他在哈佛大学学习音乐。期间担任哈佛巴赫交响乐学会；柯蒂斯音乐学院；朱利亚德学院的音乐指导。他也曾私下受教于乔治·索尔蒂。他在日内瓦国际音乐大奖赛上得到过第一名。